# Cryptogame
Ce taxon est aujourd'hui obsolète.
Classe
Un cryptogame (du grec cryptos, « caché » et gamos, « union, fécondation, reproduction ») est un organisme végétal qui se caractérise par des organes reproducteurs cachés ou peu apparents, ce qui l'oppose aux phanérogames (du grec phaneros, « apparent ») : les plantes à graines.
Dans la classification botanique classique, les cryptogames étaient considérés comme l'un des deux embranchements du « règne végétal » ; l'autre était les phanérogames. Ensemble ils formaient le « règne végétal » dans la vision à « quatre règnes » du monde vivant (« règnes » minéral, bactérien, végétal et animal), mais ces notions ne sont plus adaptées aux classifications phylogénétiques issues de la cladistique.

## Historique
Compte tenu de l'absence d'organe reproducteur bien visible, les cryptogames sont peu étudiées jusqu'au XIXe siècle. Dans sa classification sexuelle (Systema naturae paru en 1736) Linné divise les plantes à appareil reproducteur visible en 23 classes d'après le nombre, les longueurs relatives, la disposition des étamines et les organes mâles des fleurs. Il relègue les cryptogames dans une seule classe, la 24e et dernière, regroupant quatre groupes, les fougères (qu'il dénomme Filices), les mousses (Musci), les algues (Algæ), les champignons (Fungi). En 1843, Adrien de Jussieu classe les végétaux en trois groupes : les Phanérogames monocotylédonées, les Phanérogames dicotylédonées et les Cryptogames ou Acotylédonés. Ces dernières sont séparées en Cryptogames vasculaires (Fougères, Lycopodinées, Equisétinées) et Cryptogames cellulaires (Algues, Champignons, Lichens, Hépatiques, Mousses). Les nombreuses herborisations organisées par les sociétés savantes ou entre les amateurs eux-mêmes et le développement de la microscopie optique favorisent leur étude au XIXe siècle. Cette évolution se poursuit au XXe siècle puisque les classifications phylogénétiques récentes « admettent que les « végétaux » se répartissent dans six des huit grands groupes reconnus aujourd'hui : Hétérocontes, Alvéolobiontes, Cercozoaires, Opisthocontes, Discicristés et lignée verte, toutes incluant « Champignons » et « Algues », la dernière rassemblant les végétaux « terrestres » dont des « Cryptogames » (Bryophytes et Ptéridophytes) ».

## Exemples de végétaux cryptogames
- les algues : les algues vertes, algues rouges, algues brunes... ;
- les Bryophytes : les mousses, les hépatiques, etc. ;
- les Ptéridophytes (parmi lesquels les fougères, cryptogames vasculaires) : les polypodes, les aspleniums, les scolopendres, etc.
- les champignons et les  lichens, qui ne sont plus considérés comme des végétaux, ont longtemps été classés dans les cryptogames[2],[3].

## État de la biodiversité, pressions, vulnérabilité
Toutes ces espèces (terricoles, rupicoles, épiphytes...) sont vulnérables aux herbicides et fongicides susceptibles d'être transportés par l'air ou les pluies. Elles peuvent bioaccumuler certains polluants. Certains cryptogames montrent en revanche une résistance exceptionnelle à certains stress (radioactivité par exemple), mais dans les régions anthropisées, de nombreuses espèces ont disparu ou sont en forte régression.
La pollution industrielle, urbaine ou agricole de l'air, même via des polluants courants tels que les eutrophisants ou les photo-oxydants (ozone par exemple) affecte les communautés cryptogamiques. Elles sont également sensibles à certains métaux lourds. On a par exemple montré dans le nord de la France sur des sols soumis à un gradient de contamination par les métaux que les cryptogames terricoles sont très sensibles aux paramètres édaphiques (pH, teneur en matière organique, azote, rapport carbone/azote, capacité d'échange cationique, et Cd, Pb et Zn contenu du sol). Six classes ont été distinguées en fonction des teneurs basse, moyenne et hautes en métaux, et on a montré que les bryophytes et en particulier le groupe des lichens ont une forte valeur bioindicative de la pollution par les métaux lourds dans les sols.

## Galerie

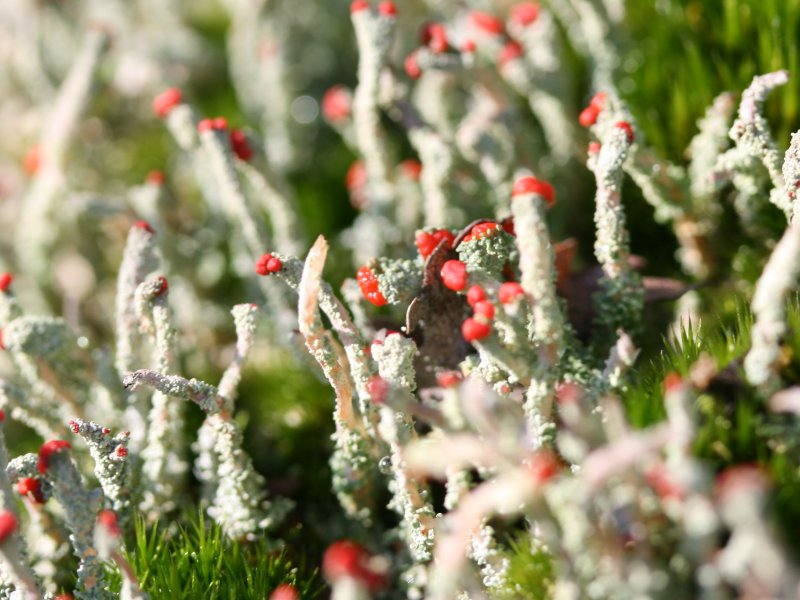
Cladonia macilenta
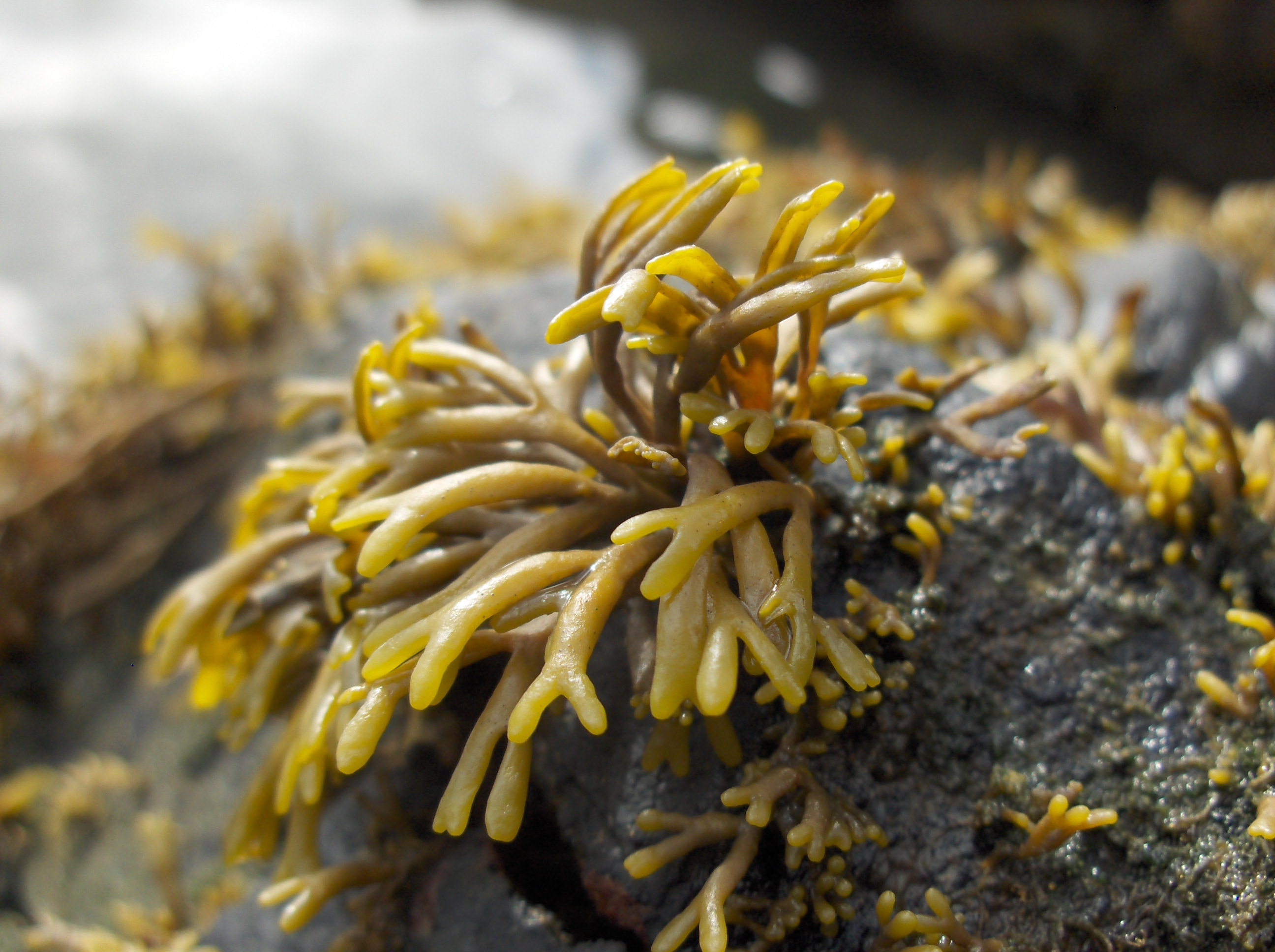
Pelvetia canaliculata
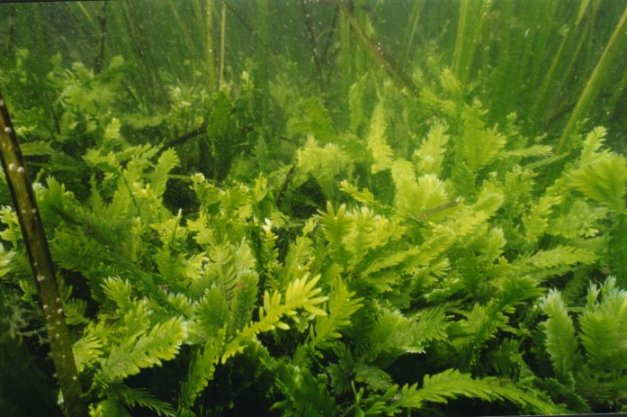
L'algue verte Caulerpa taxifolia
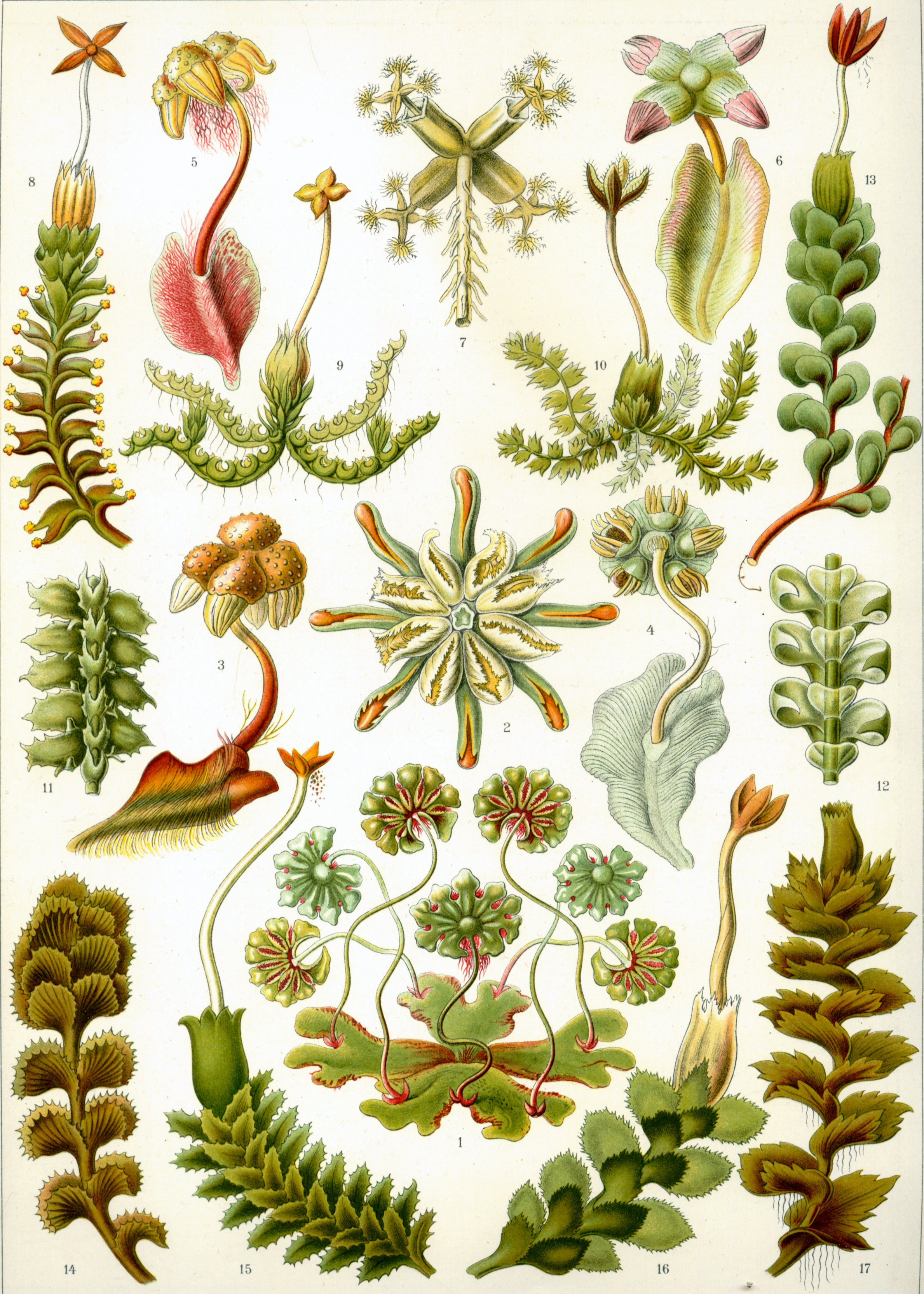
Hepaticae
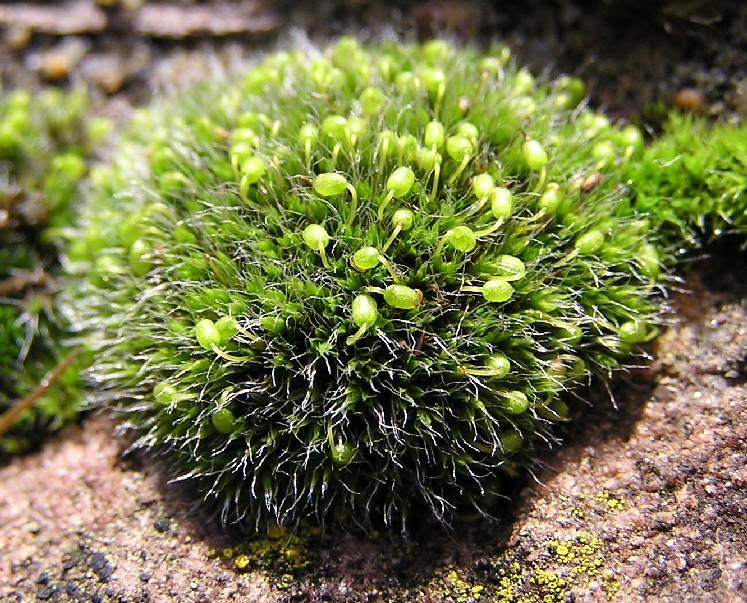
Grimmia pulvinata
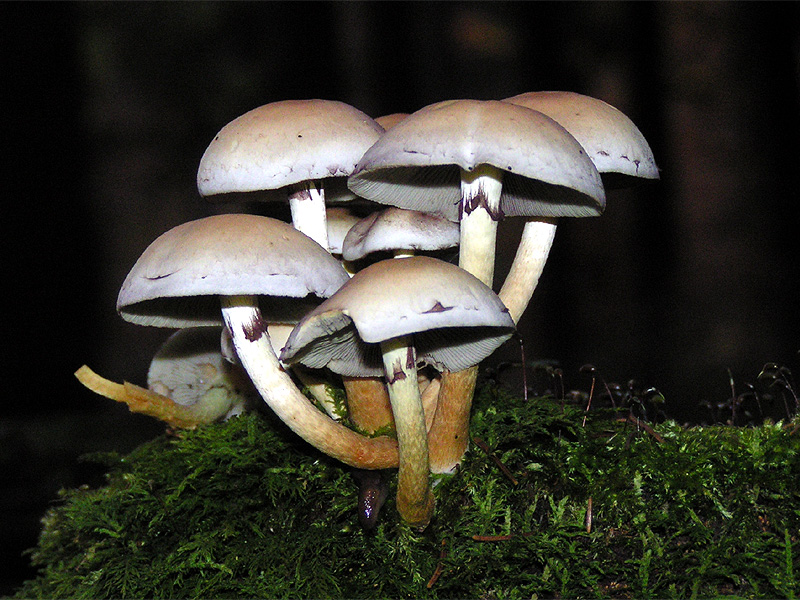
Hypholoma fasciculare
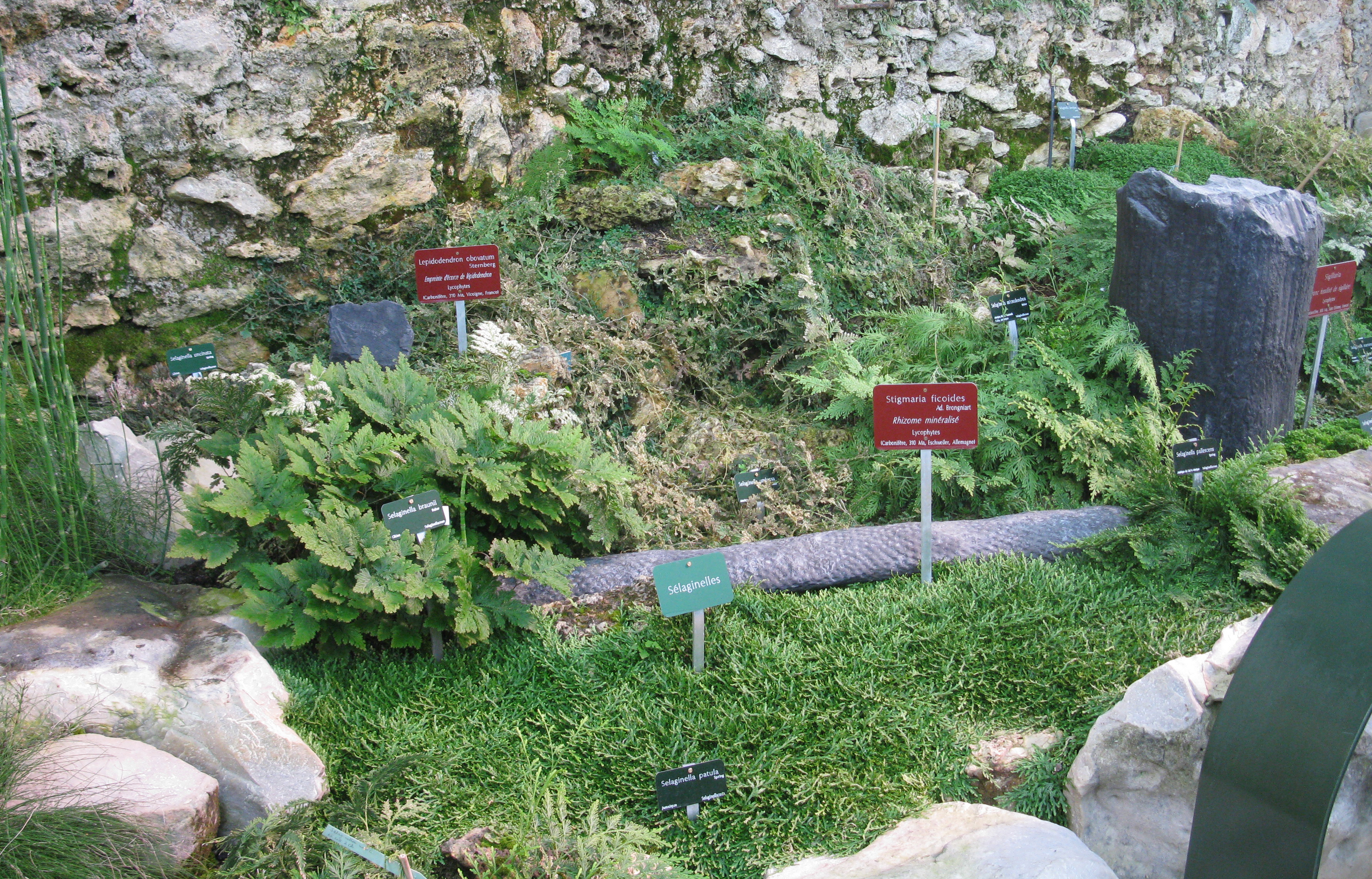
Cryptogames fossiles (cartels rouges) et vivants actuels (cartels verts) : présentation comparative des grandes serres du Jardin des plantes, Paris.
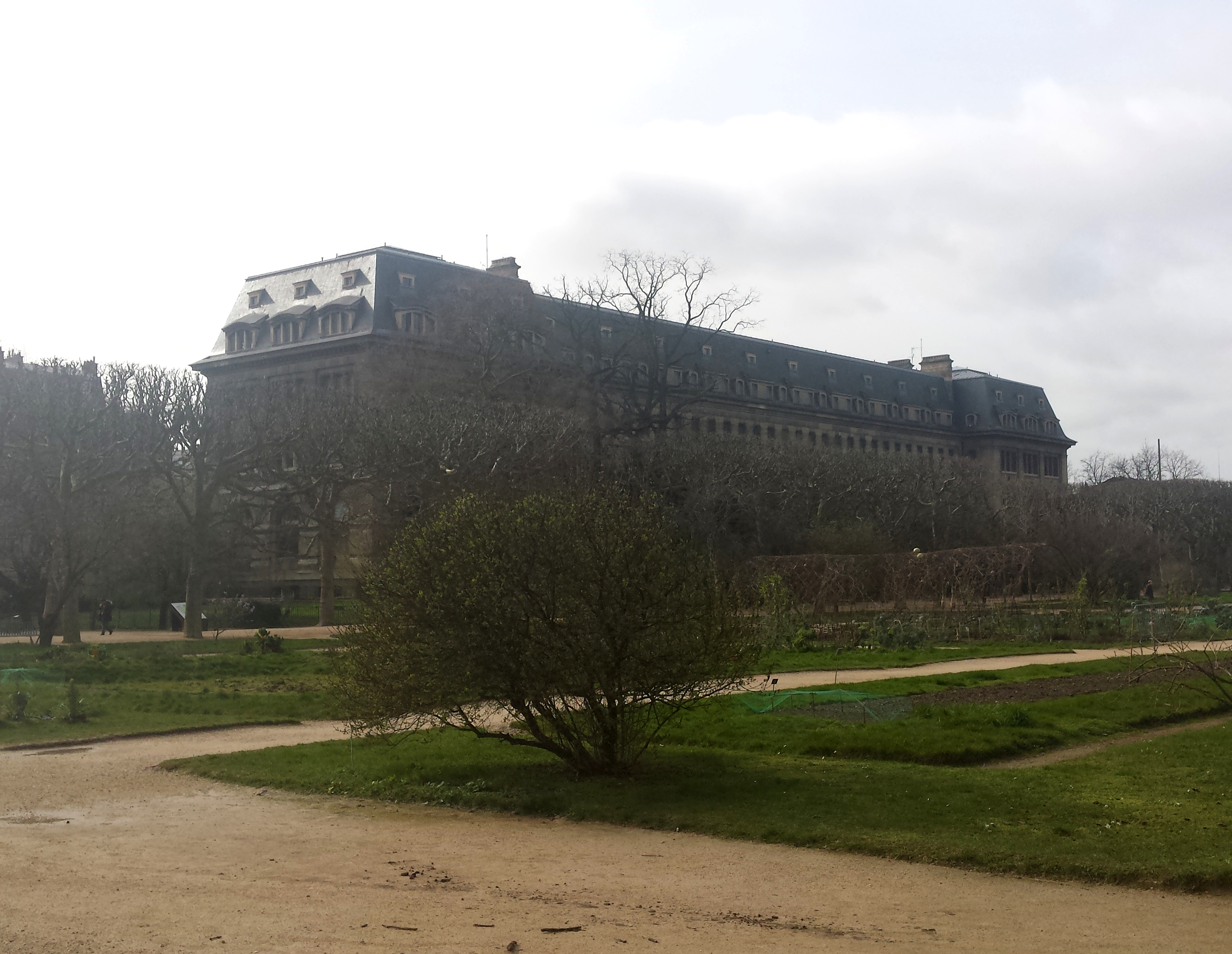
Bâtie en 1935, à l'époque de la classification botanique classique, la galerie de Botanique du Muséum de Paris avait initialement deux portails et escaliers monumentaux : « Cryptogamie » à l'Est (aile la plus proche) et « Phanérogamie » à l'Ouest[5].